# South Dos Palos (Kalifornija)
South Dos Palos je naseljeno područje za statističke svrhe u američkoj saveznoj državi Kalifornija. Prema popisu stanovništva iz 2010. u njemu je živjelo 1.620 stanovnika.